# Кривошеина, Нина Алексеевна
Ни́на Алексе́евна Кривоше́ина (1895, Екатеринбург — 1981, Париж) — русская эмигрантка первой волны, затем реэмигрантка и вновь эмигрантка, педагог, автор мемуаров и публикаций.
Родилась в семье крупного банкира и предпринимателя, директора Сормовского и Коломенского заводов А. П. Мещерского и Веры Николаевны Малама.
В детстве жила в Сормове, затем в Санкт-Петербурге, в неё был влюблён Сергей Прокофьев.
В декабре 1919 года бежала за границу по льду Финского залива вместе с мужем Н. Левицким. В 1920 году поселилась в Париже. В 1923 году развелась с Николаем Ивановичем Левицким, и через год вышла замуж за Игоря Кривошеина, у них в 1934 году родился сын Никита. Была активным членом партии младороссов.
Во время Второй мировой войны муж Кривошеиной был активным участником движения Сопротивления, был арестован, содержался в концлагерях Бухенвальд и Дахау, был освобождён в 1945 году.
В 1948 году Кривошеины возвратились в СССР, где Нине Алексеевне пришлось пережить арест мужа в 1949 году и сына в 1957 году. В СССР жила в Ульяновске, где с мая 1948 до конца августа 1949 работала преподавателем немецкого и английского языков в Пединституте. Затем в Москве.
18 апреля 1974 года снова покинула Россию, на этот раз навсегда, эмигрировав в Париж вместе с мужем к эмигрировавшему ранее сыну. Написала свои воспоминания «Четыре трети нашей жизни», изданные посмертно издательством YMCA Press publishing house в Париже в 1984 году. Публиковалась в журналах «Вестник РСХД» и «Звезда». Скончалась в 1981 году в Париже и похоронена на кладбище Сент-Женевьев-де-Буа.
По мотивам книги «Четыре трети нашей жизни» в 1999 году был снят фильм «Восток-Запад».